# Sitticus vilis
Sitticus vilis är en spindelart som först beskrevs av Kulczynski 1895.  Sitticus vilis ingår i släktet Sitticus och familjen hoppspindlar. Inga underarter finns listade i Catalogue of Life.